# Regionalverband Saarbrücken
Het Regionalverband Saarbrücken is een  Kommunalverband besonderer Art in de Duitse deelstaat Saarland. Het Regionalverband telt 327.502 inwoners (31 december 2020) op een oppervlakte van 410,61 km². Saarbrücken grenst in het zuiden aan Frankrijk. Het bestuur zetelt in de grootste stad van het verband, Saarbrücken.

## Gemeenten & steden
(inwoners op 30 september 2005)

### Steden
1. Friedrichsthal (11.340)
2. Püttlingen (20.840)
3. Saarbrücken (178.780)
4. Sulzbach (18.246)
5. Völklingen (41.013)

### Gemeenten
1. Großrosseln (9.113)
2. Heusweiler (20.004)
3. Kleinblittersdorf (12.883)
4. Quierschied (14.459)
5. Riegelsberg (15.422)

Friedrichsthal ·
Großrosseln ·
Heusweiler ·
Kleinblittersdorf ·
Püttlingen ·
Quierschied ·
Riegelsberg ·
Saarbrücken ·
Sulzbach ·
Völklingen
Merzig-Wadern · Neunkirchen · Regionalverband Saarbrücken · Saarlouis · Saarpfalz-Kreis · St. Wendel